# کارآیی پارتو
کارایی پارتو (به انگلیسی: Pareto efficiency) یا بهینگی پارتو یک مفهوم در علم اقتصاد است با کاربردهایی در مهندسی و علوم اجتماعی. این مفهوم حالتی از تخصیص منابع است، که در آن امکان بهتر کردن وضعیت یک فرد بدون بدتر کردن وضعیت فردی دیگر وجود ندارد. این اصطلاح به احترام ویلفردو پارتو، یک مهندس و اقتصاد دان ایتالیایی که از این مفهوم در مطالعاتش در زمینه کارایی اقتصادی و توزیع درآمد استفاده کرد، نامگذاری شده است. این مفهوم در زمینه‌های دانشگاهی مانند اقتصاد، مهندسی و علوم زیستی کاربرد دارد.
تعریف
- در یک تخصیص اولیه از منابع بین مجموعه‌ای از اعضا، تغییری که باعث گردد شرایط عضوی بدون تغییر منفی در شرایط عضوی دیگر رخ دهد، ارتقا پارتو نامیده می‌شود.
- تخصیصی «بهینه پارتو» نامیده می‌شود که نتوان ارتقا پارتو را در آن اعمال کرد.
- اگر تخصیص اقتصادی در سیستمی دارای کارائی پارتو نیست، پتانسیل و عامل بالقوه‌ای برای بهبود پارتو و افزایش در کارایی پارتو از طریق تخصیص مجدد وجود دارد. در این صورت حداقل وضعیت یک عضو می‌تواند بهبود یابد، بدون اینکه وضعیت خوب هیچ‌کدام از اعضای دیگر کاهش یابد.
- . این نکته مهم است که تغییر از یک تخصیص غیر بهینه به یک تخصیص بهینه لزوماً ارتقا پارتو نیست.

## مقدمه
در جهان واقعی هیچ‌کس به وسیله یک تغییر مفروض در بهبود کارایی اقتصادی زیان نمی‌بیند ممکن است یک یا بخش‌های بیشتری درخواست جبران (تلافی) کنند برای مثال اگر تغییری در سیاست اقتصادی اعمال شود که قانونی انحصار را متوقف کند، متعاقب آن بازار رقابتی و کارایی بیشتر می‌شود؛ در این حالت زیان انحصارگر از سود ناشی از کارائی بیشتر، جبران نمی‌شود و وضعیت او بدتر می‌شود. بدین معنی که یک انحصارگر می‌تواند زیان را در حالی که هنوز یک سود کارایی تشخیص داده شده به وسیله سایرین در اقتصاد باقی‌مانده جبران کند که محقق می‌شود؛ بنابراین تقاضای هر یک از بدتر می‌کند سودی را که دیگران با آن مواجه می‌شوند. در جهان واقعی تمرین می‌کنند که هزینه‌های اساسی اصطکاکی را جبران کند آن‌ها همچنین می‌توانند منجر به تحریف انگیزه در طول زمان شوند از آن جایی که اغلب تغییرات سیاسی جهان واقعی با بازیگرانی که مربوط به اتم و روش نظری آن نیستند اتفاق می‌افتد. کوشش‌هایی برای جبران، بنابراین ممکن است به مشکلات عملی و اساسی عدم ارائه (نمایش) و خطر اخلاقی و بی‌کفایتی و عدم کارائی قابل توجه به عنوان رفتار فرصت‌طلبانه همراه با تزویر و حیله بازیگران منجر شود.
نظریه جبران فرضی بخشی از کارایی کالدور – هیکس است و همچنین معیار بالقوهٔ پارتو نامیده می‌شود. می‌توان نشان داد که
تحت شرایط ایده‌آل، سیستم بازارهای آزاد (رقابت کامل) به کارایی پارتو منتهی می‌شوند، این قضیه، قضیه اول والفر نامیده می‌شود و اولین بار توسط اقتصاددانان کیفری آرو و جراد دبرو، با نظریه ریاضی اثبات شده است. اگرچه نتیجه با ریاضت و دقت بالایی بدست آمد اما برای اقتصاد واقعی ثابت نشد، زیرا برای اثبات، فرضیات محدودکننده بسیاری لازم است: بازارها برای همهٔ کالاهای ممکن وجود دارد، همه بازارها در تعادل کامل هستند، بازارهای رقابتی کامل هستند، هزینه معامله ناچیز است، اثرات خارجی نباید وجود داشته باشد و بازار سهام باید اطلاعات کامل داشته باشد. با توجه به قضیه قضیه گرین والد اسگلیتز، در غیاب اطلاعات کامل یا بازارهای کامل، خروجی‌ها عموماً پارتو-غیربهینه هستند.

## بهبود پارتو و تئوری اقتصاد خرد
این در نظر می‌گیرد که تحلیل‌های اقتصاد خرد فرض می‌شود که مطلوبیت افزودنی نیست و کاهشی هم نیست و فرض می‌شود مطلوبیت بین افراد مبادله می‌شود. استخدام در مبادله‌های مطلوبیت بین افراد هدایت می‌کند به مشکلات بزرگتر کالا، که عملیات سودگرانه پیشین مواجه می‌شود. همچنین یک سؤال پیش می‌آید به‌طوری‌که چگونه وزن‌ها تعیین شود و چه کسی وزن‌ها را تعیین کند همانطوری‌که سؤال دربارهٔ این است که چگونه مقایسه شود خوشی و لذت یا درد و رنج در بین خصوصیات فردی و افراد.
کارایی در همهٔ اقتصادهای استاندارد – بنابراین به فقدان پیش رفت‌های پارتو بر می‌گردد. هیچ راهی نیست برای اظهار نظر کردن روی تخصیص نسبتاً خوب (در مفهوم عدالت توزیعی یا تساوی حقوق). یک تعادل کارا می‌تواند جایی باشد که یک بازیگر همهٔ کالاها را دارد و بازیگران دیگر هیچ کالایی را ندارند. (بعنوان یک مثال بی‌نهایت و حداکثر و حداقل)

## بهینه پارتو ضعیف و قوی
یک پارتو ضعیف (wpo) اسماً راضی می‌کند استاندارد یکسان را از نبود پارتو درجه پایین برای هر تخصیص دیگری، اما برای اهداف بهینه‌سازی پارتو ضعیف، یک تخصیص متفاوت در نظر گرفته شده است که بهبود پارتو می‌باشد فقط اگر تخصیص متناوب صریحاً بوسیلهٔ همهٔ افراد ترجیح داده شود بعبارت دیگر وقتی یک تخصیص ضعیف (wpo) می‌باشد امکان تخصیص متناوب وجود ندارد. اینکه سود مال چه کسی است که باعث این تخصیص می‌شود تحقیق می‌یابد. بهینگی ضعیف پارتو ضعیف تر از بهینگی قوی پارتو است به این مفهوم که شرایط برای پیکرسازی (مثال) wpo ضعیف تر هستند از شرایط Spo (بهینگی قوی). هر تخصیصی که یک spo می‌تواند در نظر گرفته شود هم چنین شرایط این را دارد که به عنوان یک wpo باشد اما یک نخصص wpo لزوماً واجد شرایط نیست که به عنوان یک spo باشد تحت هر شکل از بهینگی پارتو برای یک تخصیص متناوب بواسطهٔ پارتو بالاتر برای تخصیص آزمون شده و بنابراین امکان تخصیص متناوب برای کاربرد به عنوان اثبات و دلیل برای اینکه تخصیص آزمون شده مقدار بهینه یک امکان از تخصیص پیکری spo را ارضا کند (برآورده کند) یکی ممکن است شباهت یک نی برای توصیف که مجموعهٔ نیازمندی‌ها برای پیکرهٔ سراسر مجموعه wpo را در بر می‌گیرد، با ملاحظه هر ویژگی نیازمندهای پیکرهٔ spo برابر با قوی یا بزرگتر از قدرت نیازمندی‌های پیکرهٔ wpo هستند بنابراین نیازمندی‌ها برای پیکرهٔ wpo منحصراً ضعیف تر از نظر (میزان) نیستند یا ضعیف تر نیستند بر طبق افراد؛ بلکه یکی ممکن است مخصوصاً آن را بیشتر توصیف کند و کاملاً در نظر بگیرید که یکی تقاضا او نیازمندها را برای برتری یک تخصیص رسیدگی می‌کند برطبق آن یک تعریف بر خلاف نیازمندهای برای آن برتری مطابق دیگران، مقایسه بین نیازمندی‌ها تعاریف نسبی و مربوطه تضاد مقایسه و قیاس است بین نیازمندی‌ها برای بهینگی: اثبات پستی wpo از یک تخصیص آزمون شده است، یک تخصیص متناوب باید حداقل در یکی از شرایط ویژه در زیر مجموعه Wpo با کل شود، ترجیحاً از انحصار در حداقل یا یکی از این شرایط یا دیگر شرایط spo باکل شود؛ بنابراین تقاضاها برای برتری پارتو ضعیف از یک تخصیص متناوب سخت‌تر هستند برای رضایتمندی (بعبارت دیگر، قوی تر) از نیازمندی‌ها و تقاضاها برای برتری پارتو قوی از یک تخصیص متناوب. علاوه برآن جریان‌هایی که هر spo یک wpo است (اما هر wpo یک spo نیست) از آن جایی که wpo کاربردهای تعریف و توصیف برای هر تخصیص از اینکه نتایج ممکن انحرافی در هیچ بهبودی از حداقل یکی از خصوصیات، کاربردهای تعریف spo فقط برای آن‌ها که اشتراک هر دو ی نیازمندی Wpo و نیازمندی مشخص تر (قوی تر) که حداقل یکی عدم پیشرفت را نشان می‌دهد، یک شکل ویژه از عدم پیشرفت، برای مثال بدتر شدن
تعاریف قوی و ضعیف بهینگی ادامه می‌یابد برای برقراری درستی وقتی یک استنباط می‌کند اصطلاحی در مجموعه متن بوسیلهٔ رشته معنی‌شناسی: اگر یکی توصیف کند یک تخصیص که به عنوان wpo باشد و یکی ضعیف تر می‌سازد آن را از کسی که بوسیله تعریف به عنوان یک spo می‌سازد: اگر از مفاهیم تخصیص X یک wpo باشد و تخصیص x یک spo باشد هر دو درست است، سپس مفهوم پیشین کمتر بحث‌برانگیز است از مفهوم بعدی که حمایت می‌کند از بعدی یکی باید ثابت کند هر چیزی را برای حمایت قبلی. بوسیلهٔ علامت یکسان، اگرچه مفهوم قبلی حاوی دلالت کردن و (تعیین کردن) را اثبات کمتر قضیه سازنده و انتخاب‌کننده دربارهٔ تخصیص است.

## نمایش و ارائهٔ رسمی (بخش اضافی نیازها، احضار جهت بازبینی)
لطفاً کمک کنید این مقاله بوسیلهٔ اضافه کردن منابع قابل اطمینان بهبود و پیشرفت یابد.
یک بهینگی پارتو (ضعیف / قوی) یک عامل حداکثر برای رابطه دسته جزئی از بهبود پارتو/بهبود صریح پارتو: آن یک تخصیص به‌طوری‌که تخصیص دیگری در «وضعیت بهتری» در مفهوم رابطه دسته نیست.

## مرز پارتو
مثالی از مرز پارتو: بیان موضوعات احاطه شده انتخاب‌هایی متحمل و ارزش‌های کوچکتر ترجیح داده می‌شود به شخص بزرگتر نقطه c روی مرز پارتو نیست زیرا به وسیله هر دو نقطهٔ A و نقطهٔ B احاطه شده است و نقاط A,B صریحابوسیلهٔ چیزی دیگری احاطه نمی‌شوند. داشتن یک مجموعه از انتخاب‌ها و راه ارزش آنها، مرز پارتو یا جبهه پارتو یک مجموعه از انتخابهایی است که کارایی پارتو هستند. مرز پارتو مخصوصاً سبک و سنگین می‌کند مطابق با این مجموعه، بیشتر ملاحظه یک برد و اندازهٔ کامل هر پارمتر.
مرز پارتو رسماً به عنوان جریان‌ها و تابع‌ها تعریف می‌شود.
یک فضای طراحی با n پارامتر واقعی را در نظر بگیرید و برای هر نقطهٔ فضای طراحی ضابطه مختلف وجود دارد بوسیلهٔ قضاوت روی آن نقطه اجازه دهید علامات و نشانه‌ها تابعی باشد که هر یک فضای نقطه x را طراحی کند و یک ضابطهٔ فضای نقطه f(x) را طراحی کند. این اظهارات و مشاهدات راه ارزش‌گذاری طراحی‌ها ست. حال ممکن است بعضی از آن‌ها احتمالاً طراحی نشوند؛ بنابراین x مجموعه‌ای طراحی‌های ممکن داخل باشد که باید مجموعه‌ای متراکم باشد سپس مجموعه‌ای که نشان می‌دهد ضوابط نقاط ممکن را f(x) است، تصویر مجموعه یx تحت فعالیت f که تصویر y نامیده می‌شود. ایجاد یک مرز پارتو به عنوان زیر مجموعهٔ y نقاط ممکن معیار آن می‌تواند فرض شود که ارزش‌های قابل برگشت هر پارامتر ضابطه کمتر یکدیگرند، بنابراین حداقل می‌شود هر اندازه از ضوابط برداری سپس مقایسه می‌شود ضوابط برداری نتایج: یک معیار برداری Y صریحاً تسلط می‌یابد (ترجیح داده می‌شود به) یک بردار و جهت Y* اگر هر پارامتر y بزرگتر متناظر y* و حداقل یک پارامتر صریحاً کمتر است: آن است، برای هر i و برای مقداریi. این نوشته شده بدین منظور که y صریحاً احاطه شده بوسیلهٔ y*. سپس مرز پارتو مجموعه از نقاط y که بوسیله سایز در نقطه y دربرگرفته نشده است.
رسماً تعریف دسته جزئی روی Y، به‌طور مثال دسته تولید (دقیق تر، شامل دسته‌ای روی Y به عنوان زیر مجموعه) و مرز پارتو یک مجموعه از عوامل حداکثری در رابطه با این دسته. الگوریتم برای محاسبهٔ مرز پارتو از مجموعه محدود تناوب‌هایی که در علم کامپیوتر مطالعه شده است، گاهی اوقات به عنوان مشکل برداری مربوط حداکثر برمی گردد یا تردید خط مرزی.

## ارتباط با نرخ‌هایی جانشینی
رابطه بین جانشینی برای همهی مصرف‌کنندگان یکسان است. یک مفهوم رسمی می‌تواند بوسیلهٔ در نظر گرفتن یک سیستم باm مصرف‌کننده به عنوان z=f(x) جایی است که حامل کالاهاست، هردو برای همهٔ i.
محدودیت عرضه نوشته شده: مشکل بهینگی، لا گرانژ مورد استفاده قرار می‌گیرد.
جایی λ تقویت‌کننده هستند.
مشتق جزئی از لاگرانژ نسبت به یک کالا گرفته شده سپس مشتق جزئی از لانگرانژ نسبت به کالای دیگر گرفته می‌شود و J می‌دهد به پیروی و تبعیت سیستم معادلات.